# Palača Visković
Palača Visković je palača peraške obitelji Viskovića.
Nalazi se u priobalnom dijelu Perasta u Luci. Kompleks ove palače čini kula, palača, loggia s đardinom i novi dio palače. Sjeverno od nje je stara palača Balović.
Kula datira iz godina oko 1500. i bila je jedan od središnjeg dijela obrambenog sustava. Na nadvratniku kule latinskim tekstom piše "Parvum Propugnaculum Pro Praesidio Perasti" (mali odred za obranu Perasta). Na zadnjoj etaži kule nalazi se sačuvani top.
S ove se utvrđene palače pucalo na Osmanlije u peraškom boju 1654. godine.
Dvokatna palača s loggiom dograđena je na kulu. Uz nju je dograđen novi dio palače. Palaču ćine tri portala u bunjatu. Glavni ulaz u palaču je na sjeverozapadu. Na portalu je uklesan inicijal pukovnika contea Frana Viskovića. S iste je strane portal u prizemlju loggie. Na južnoj strani na dvorišnom zidu nalazi se još jedan portal, koji je prema moru.
Na portalima pojavljuje se grb na kojem je simbol zubatac, riba, koja je simbol bratstva (kazade) kojem su pripadali Viskovići, Dentalima (Zubacima).
Ova nekad najutvrđenija zgrada rađena je u dva navrata, 1500. pa 1718. godine.
Danas je u ruševnom stanju. Do potresa 1979. u njoj se nalazi stilski namještaj, umjetnine, mletačka zrcala, starinsko oružje, tapeti od svile i dr.
Uz palaču je "đardin", s visokim zelenilom i cvijećem. Pomorci su donijeli i primjerke flore dalekih zemalja kao spomenu na vezu s dalekim svijetom. Đardin ove palače i palače Brajković-Martinović najočuvaniji je u Perastu.